# Frontotemporalna lobarna degeneracija
Frontotemporalna lobarna degeneracija (skraćeno FTLD) je naziv za kliničku sliku (sindrom) koji obuhvata skup različitih neurodegenerativnih bolesti koje zahvataju čeone i slepoočne režnjeve mozga, sa primarnim obeležjima poput poremećenog ponašanja i poteškoća u jezičkim sposobnostima. Ona je neuropatološki supstrat većine frontotemporalnih demencija, koja se javlja kod bolesnika do 65. godine života, čineći time tok bolesti posebno teškim koji ostavlja osobu bez osnovnih ljudskih karakteristika, često u vrhuncu njihovog života. 
Kod oko polovine obolelih u njenoj osnovi se nalazi nasledna bolest, koja se povezuje najčešće sa mutacijom MAPT gena (koji ima dve haplogrupe, H1 i H2, u kojima se gen pojavljuje u obrnutim orijentacijama. Haplogroup H2 je uobičajena samo u Evropi i kod ljudi evropskog porekla. Dok je haplogrupa H1 povezana sa povećanom verovatnoćom određenih demencija, kao što je Alchajmerova bolest).
Po učestalosti druga je vrsta demencije uz Alchajmerovu bolest, od koje se razlikuje po tome što amnestički sindrom nije dominantan u ranijim stadijumima bolesti. 
Bolest obuhvata spektar klinički, patološki i genetski raznličitih neurodegenerativnih poremećaja mozga, kod kojih se u zavisnosti od anatomske raspodele patoloških promena može razlikovati više kliničkih sindroma: bihevioralna (frontalna) varijanta FTLD-a, progresivna nefluentna afazija, semantička demencija i dr. 
Najvažniji tip frontotemporalne lobarne degeneracije naziva se frontotemporalna lobarna degeneracija — tau (skraćeno FTLD — tau), imajući u vidu da se kod tog tipa bolesti (sa nekoliko različitih podtipova tauopatija) u neuronima i glija ćelijama talože patološki tau proteini povezani sa mikrotubulama (MAP).
Ovom bolešću zbog koje se veliki broj pacijenata javlja za pomoć tek onda kada bolest uzme maha, u narednim decenijama počeće da liči na epidemiju, jer su pogođeni ne samo bolesnici već i bližnji obolelih čiji život postaje pakao, a prave strategije kako da im se pomogne još uvek nema.

## Epidemiologija
Morbiditet
Prevalencija frontotemporalne lobarne degeneracije varira između 2,7/100.000 u Holandiji, i 15,1/100.000 u Ujedinjenom Kraljevstvu. Iako su obdukcije na pacijentima koji su bolovali od demencije pokazale da se u 5% slučajeva radilo o frontotemporalneoj lobarnoj degeneraciji, smatra se da je učestalost bolesti veća iz razloga što su sprovedene studije prethodile, danas modernim molekularnim tehnikama koje se s početka 21. veka koriste za dijagnozu frontotemporalne lobarne degeneracije. 
Mortalitet
Srednje preživljavanje kod obolelih od frontotemporalne lobarne degeneracije iznosi 6 do 11 godina, od početka simptoma, i 3 do 4 godine od postavljanja dijagnoze. Različiti klinički oblici bolesti takođe pokazuju i razlike u dužini preživljena, pa tako:
- oblici koji zahvataju motorne neurone imaju najkraće srednje preživljenje koje iznosi 1,2 do 1,4 godine od postavljanja dijagnoze,
- bihevioralni oblik je povezan sa srednjim preživljavanjem koji u proseku iznosi 8,7 godina od početka simptoma, dok,
- semantička demencija pokazuje najduže srednje preživljenje koje je od 11,9 godina.

U zaključku — preživljenje frontotemporalne lobarne degeneracije je kraće, a kognitivno i funkcionalno opadanje je brže nego u Alchajmerovoj bolesti.
Starosne razlike
Iako se bolest tipično pojavljuje u šestoj deceniji, simptomi se mogu javiti u širokom rasponu od tridesetih pa do šezdesetih godina života s time da pacijenti u dobi od 65 godina čine čak 20-25% svih slučajeva frontotemporalne lobarne degeneracije.
Epidemiološki podaci ukazuju da je frontotemporalna lobarna degeneracija čest uzrok presenilnih demencija s prevalencijom koja prati Alchajmerovu bolest. .
Polne razlike
Distribucija frontotemporalne lobarne degeneracije po polu varira u različitim kliničkim sindromima, pa se tako uočava veća zastupljenost bihevioralne varijante i semantičke demencije kod muškog pola, dok žene češće boluju od primarne progresivne afazije.

## Etiopatogeneza
Frontotemporalna lobarna degeneracija (FTLD) je četvrta grupa demencija po učestalosti sa prevalencijom od 3 do 10%, i jedna od najčešćih presenilnih demencija, s početkom simptoma u 45. do 65. godini života, kada je prevalencija 15 do 22 na 100.000 stanovnika. 
U 30-60% oboljelih nalazi se nasledna podloga, što se najčešće povezuje s mutacijom MAPT (engl. Microtubule Associated Protein Tau) gena na hromozomu 17, ili je kod sporadičnih formi nepoznata etiologija.
Frontotemporalna lobarna degeneracija obuhvata spektar klinički, patološki i genetski raznolikih neurodegenerativnih poremećaja frontalnog (čeonog) i temporalnog (slepoočnog) režnja. 

### Histopatologija
Postmortalno se kod bolesnika sa frontotemporalnom lobarnom degeneracijom uočava atrofija frontalnih i temporalnih režnjeva, sa poštedom zadnjih režnjeva i u kasnijim stadijumima bolesti. 
Mikroskopski se uočava gubitak piramidnih neurona i mikrovakuolarna degeneracija slojeva II i III frontalnog i temporalnog režnja praćena različitim stepenima glioze. Donji delovi bele moždane mase pokazuju gubitak aksona, demijelinizaciju i gliozu.
Bolesnici sa frontotemporalno lobarnom degeneracija i sa njom povezanim bolestima motoneurona pokazuju još obimniji gubitak gornjih i donjih motoneurona i degeneraciju kortikospinalnog puta. 
Većina frontotemporalno lobarnom degeneracijom izazvanih sindroma se može svrstati u dve velike kategorije, zasnovane na prisutnosti ili odsutnosti specifičnih inkluzijskih tjlešaca: 
- frontotemporalna lobarna degeneracija sa tau inkluzijama (FTLD-TAU) i
- frontotemporalna lobarna degeneracija sa tau-negativnim, ubikvitin-pozitivnim i TDP-43-pozitivnim inkluzijama.

Manji broj slučajeva (5—10%) je tau i TDP-43 negativan. Kod većine tih slučajeva utvrđena je prisutnost engl. RNA-binding proteina fused in sarcoma (FUS) od kojih su građena inkluzijska telešeca.

### Genetika
Kod frontotemporalne lobarne degeneracije u oko 40% slučajeva ustanovljena je porodična sklonost, koja se kod 10% nasleđuje autozomno dominantno. U tom smislu tokom dijagnostike, u porodičnoj anamnezi treba obratiti pažnju na postojanje frontotemporalne lobarne degeneracija i amiotrofične lateralne skleroze (skraćeno ALS), kao i na postojanje psihijatrijskih bolesti srednje i starije životne dobi, Alchajmerove bolesti i parkinsonizma, imajući pri tome u vidu da se frontotemporalna lobarna degeneracija često može zameni sa njima. Porodično se najčešće nasleđuje bihevioralna (frontalna) varijanta frontotemporalne lobarne degeneracije (skraćeno bvFTLD) i frontotemporalna lobarna degeneracija — amiotrofična lateralna skleroza (skraćeno FTLD-ALS), a najmanje semantička demencija (skraćeno SD). 
Prvi gen povezan sa frontotemporalnom lobarnom degeneracijom bio je MAPT (protein tau povezan s mikrotubulima) gen na 17q21-22, povezan sa FTDP-17 i sa tau pozitivnom histologijom. Kasnije je otkriven i PGRN gen povezan sa FTDP-17 negativnom tau histologijom. Do danas je otkriveno preko 40 mutacija MAPT gena i oko 70 mutacija PGRN gena koje su odgovorne za većinu oblika porodične frontotemporalne lobarne degeneracije.

### Klinički oblici
U zavisnosti od anatomske raspodele patoloških promena može se razlikovati više kliničkih sindroma: 
- Bihevioralna (frontalna) varijanta frontotemporalne lobarne degeneracije (engl. behavioural-variant (frontal-variant) frontotemporal lobar degeneration (bvFTLD ili fvFTLD) — povezana predominantno sa simetričnom degeneracijom korteksa frontalnog režnja i karakterističnim promenama u ličnom ponašanju;
- Semantička demencija (engl. semantic dementia (SD) koja je povezana sa asimetričnom selektivnom, kortikalnom atrofijom i hipometabolizmom prednjeg i donjeg dela temporalnog režnja (češće levog), i ispoljava se tečnim govorom, očuvanom produkcijom govora, senzoričnom afazijom i gubitkom semantičkog pamćenja;
- Progresivna nefluentna afazija (engl. progressive nonfluent aphasia – (PNFA) — povezana je sa asimetričnim promenama samo dominantne hemisfere, i karakteriše je izolovani poremećaj produkcije govora;
- Frontotemporalna lobarna degeneracija sa bolešću motoneurona;
- Hereditarna frontotemporalna lobarna degeneracija sa parkinsonizmom povezana sa hromozomom 17q21.1 (FTDP-17, engl. FTLD with parkinsonism linked to chromosome 17) — karakterističnim promenama ponašanja, kognitivnim propadanjem i ekstrapiramidnim fenomenima;
- Kortikobazalna degeneracija (engl. corticobasal degeneration - CBD) — označena unilateralnom apraksijom i rigidnošću udova i trupa, distonijom, posturalnom nestabilnošću, mioklonusom, supranuklearnom paralizom pogleda, afazijom i psihičkim i kognitivnim poteškoćama.

### Preklapanje kliničkih sindroma
Postoji i mogućnost i preklapanja kliničkih sindroma, koja je otkrivena, zahvaljujući napredku u genetici, biohemiji i molekularnoj biologiji, koji je doveo do promena u definisanju FTLD-a (koji se devedesetih godina 20. veka zasnivao na ograničenim atrofijama frontalnog i temporalnog režnja i nespecifičnim histopatološkim promenama), omogućivši jasno prepoznavanje histopatoloških podvrsta frontotemporalne lobarne degeneracije: 

#### FTLD-tau
Frontotemporalna lobarna degeneracija — sa tau—pozitivnim inkluzijama (FTLD-tau); 

#### FTLD-TDP (FTLD-U)
Frontotemporalna lobarna degeneracija — sa tau—negativnim, ubikvitin-pozitivnim i TDP-43- pozitivnim inkluzijama (FTLD-TDP) 
Tip A
Tip B
Tip C
Tip D

#### FTLD-FUS
Frontotemporalna lobarna degeneracija — sa FUS-pozitivnim inkluzijama (FTLD-FUS). Ove promene su prisutne u korteksu, meduli, hipokampusu i motornim ćelijama kičmene moždine i XII kranijalnom živcu.

## Klinička slika
Među prvim signalima da nešto nije u redu sa bolesnikom je kada osn zaboravlja s kim je razgovarao telefonom, ko mu je bio u gostima, kada počne da „gubi” stvari, a onda krene da optužuje decu i rođake da ga potkradaju, ili krene u šetnju i ne može da se orijentiše gde se nalazi. Ove pojave, karakterišu prvu fazu bolesti, u drugoj fazi oboljenja pacijenti ne mogu da kuvaju, zatim ne mogu da čitaju novine, a pisanje i računanje im predstavlja problem. U trećoj fazi, koja traje oko tri godine, više ne mogu sami da funkcionišu, ne mogu ni da se oblače, da odlaze u toalet i održavaju ličnu higijenu.
Klinički frontotemporalna lobarna degeneracija se manifestuje:
- poremećajima socijalnog ponašanja,
- poremećajima regulacije emocija,
- poremećajima koncentracije,
- govornim poremećajima
- parkinsonizmom i/ili gubitkom motoričkih neurona.

## Dijagnoza
Glavni testovi za dijagnostikovanje spektra frontotemporalne lobarne degeneracije tokom života bolesnika su:
- kvalitetna i iscrpna lična anamneza i heteroanamneza,
- detaljna procena kliničkog statusa — neurološki status, neurokognitivni pregled, neuropsihološko testiranje,
- neuroimidžing (slikovne) metode — CT, MRI, fMRI, PET, SPECT,
- elektroencefalogram (skraćeno EEG),
- elektromiografija (skraćeno EMG) i,
- lumbalna punkcija.

Postmortalna obrada uključuje analizu patohistološkog nalaza dobijenog nakon obdukcije.

## Terapija
Kako za frontotemporalnu lobarnu degeneraciju ne postoji kauzalna terapija lečenje nije usmereno ka uzroku bolesti — već pre svega na korekcionu simptomatsku terapiju koja ima za cilj usporavanje i olakšavanje simptoma proizašlih iz poremećaja ličnog ponašanja, poremećaja govora, parkinsonizma i bolesti motoneurona. Terapija može biti farmakološka i nefarmakološka. 

### Farmakološka terapija
Kako ne postoji specifična terapija za lečenje frontotemporalne lobarne degeneracije koriste se lekovi sa dokazanim dejstvom u primarnim psihijatrijskim bolestima ili drugim neurodegenerativnim poremećajima sa sličnim simptomima.
Bihevioralni i kognitivni simptomi leče se inhibitorima ponovnog nakupljanja serotonina (SSRI) i inhibitorima ponovnog nakupljanja noradrenalina i serotonina (SNRI). Za primenu SSRI i SNRI postoji snažan dokaz budući da je utvrđeno da bolesnici koji boluju od frontotemporalne lobarne degeneracije:
- pokazuju promenjljive nivoe metabolita serotonina u cerebrospinalnom likvoru,
- postmortalno se uočava značajan gubitak serotoninergičnih dorzalnih rafa jezgara sa postmortalno i in vivo
- na PET snimcima uočava se smanjenje broja serotoninergičnih receptora u frontalnom korteksu tokom terapije.

Česte bihevioralne poteškoće, kao što su depresija, kompulzivni poremećaji, repetativna ponašanja, disinhibicija i stereotipije dobro odgovaraju na terapiju.
Kod bolesnika sa izraženom apatijom može se dati venlafaksin, dok se kod oblika sa izraženim parkinsonizom primjenjuje bupropion. 
Kod bolesnika koji pate od teških bihevioralnih poremećaja kao što su psihoza i agitacija, refraktorne na SSRI, primjenjuju se atipični antipsihotici, poput kvetijapina, uz poseban oprez zbog nuspojava poput ekstrapiramidalnog sindroma, na koji su bolesnici sa frontotemporalnom lobarnom degeneracijom posebno osjetljivi, kao i zbog dokazanog povećanja smrtnosti kod starijih bolesnika. 
Bolesnici sa parkinsonizmom mogu uzimati levodopu ili karbidopu, a u slučaju lošeg odgovora, koji je čest u CBD i PSP, treba razmotriti primenu pramipeksola ili ropinirola.
Bolesnici sa kliničkom manifestacijom FTLD-ALS su kandidati za terapiju riluzolom, i njih treba uputiti u multidisciplinarni ALS centar, ukoliko je moguće, radi praćenja pulmonarnog i nutritivnog statusa.
Urinarna inkontinencija može biti izazvana gubitkom voljne kontrakcije sfinktera zbog degeneracije frontalnog korteksa ili bolešću gornjeg i donjeg motornog neurona. U ovim slučajevima preporučuje se urodinamička obrada, kako bi se odredio primarni uzrok inkontinencije. Kod disfunkciji gornjeg motornog neurona mogu se primeniti antiholinergici, čije se uzimanje ne preporuča kao stalna terapija zbog rizika od pogoršanja kognitivnog deficita. Kod bolesti donjeg motoneurona moguća je povremena kateterizacija, ali je ona ne preporučljiva kao stalan oblik terapije zbog učestalih infekcija koje pacijenti s FTLD-om loše podnose.

### Nefarmakološka terapija
Nefarmakološka terapija je nezaobilazna, i bez nje se ne mogu očekivati dobri rezulatati primene farmakološke terapije. Nefarmakološka terapija uključuje:
- edukaciju staratelja i porodice,
- lične telesne ili sredinske intervencije članova porodice ili staratelja, kako bi se minimizirala pojava povreda ili neželjeni tipovi ponašanja.
- govorna terapija,
- evaluacija sigurnosti životnog prostora,
- snabdevanje obolelog augmentativnim spravama komunikacije
- dnevno planirane telesnih veži, koje su povezane sa usporavanjem i odlaganjem progresije motornih simptoma.[30]

## Napomene
1. ↑  Tau—protein se najčešće nalaze u neuronima centralnog nervnog sistema, a retko na drugim mestima u telu.[1]

## Literatura
- Goran Šimić, Biološki biljezi u likvoru u frontotemporalnoj demenciji s kratkim osvrtom na diferencijalnu dijagnozu naspram Alzheimerove bolesti.
- Koedam, E.L., van der Vlies, A.E., van der Flier, W.M., Verwey, N.A.,Koene, T., Scheltens, P., Blankenstein, M.A., Pijnenburg, Y.A., Cognitive correlates of cerebrospinal fluid biomarkers infrontotemporal dementia. Alzheimer’s & Dementia 2013, 9, 269-275.
- Lashley, Tammaryn; Rohrer, Jonathan D.; Mead, Simon; Revesz, Tamas (2015). „Review: An update on clinical, genetic and pathological aspects of frontotemporal lobar degenerations”. Neuropathology and Applied Neurobiology. 41 (7): 858—881. PMID 26041104. S2CID 37983451. doi:10.1111/nan.12250.
- Llorens, F., Schmitz, M., Ferrer, I., Zerr, I., CSF biomarkers in neurodegenerative and vasculardementias. Progress in Neurobiology 2016, 138-140: 36-53.
- Marina Paić Klinički spektar frontotemporalne lobarne degeneracije — Diplomski rad, Sveučilište u Zagrebu, Medicinski fakultet, Zagreb, 2014.
- Neary, D., Snowden, J.S., Gustafson, L., Passant, U., Stuss, D., Black, S., Freedman, M., Kertesz, A., Robert, P.H., Albert, M., Boone, K., Miller, B.L., Cummings, J., Benson, D.F., Frontotemporal lobar degeneration: a consensus on clinical diagnostic criteria. Neurology 1998, 51, 1546-1554.
- Pijnenburg, Y.A., Janssen, J.C., Schoonenboom, N.S., Petzold, A., Mulder, C., Stigbrand, T.,Norgren, N, Heijst, H., Hack, C.E., Scheltens, P., Teunissen, C.E., CSF neurofilaments in frontotemporal dementia compared with early onset Alzheimer’s disease and controls. Dementia and Geriatric Cognitive Disorders 2007, 23, 225-230.
- Rohrer, J.D., Nicholas, J.M., Cash, D.M., van Swieten, J., Dopper, E., Jiskoot, L., et al., Presymptomatic cognitive and neuroanatomical changes in genetic frontotemporal dementia inthe Genetic Frontotemporal dementia Initiative (GENFI). Lancet Neurology 2015, 14, 253-262
- Šimić, G.; Babić Leko, M.; Wray, S.; Harrington, C.; Delalle, I.; Jovanov-Milošević, N.; Bažadona, D.; Buée, L.; de Silva, R.; Di Giovanni, G.; Wischik, C.; Hof, P.R., Tau protein hyperphosphorylation and aggregation in Alzheimer’s disease and other tauopathies, andpossible neuroprotective strategies. Biomolecules 2016a, 6, 6;

## Spoljašnje veze
|  | Molimo Vas, obratite pažnju na važno upozorenje u vezi sa temama iz oblasti medicine (zdravlja). |